# Burgemeestersverkiezingen van New York 2021
De burgemeestersverkiezingen van de Amerikaanse stad New York van 2021 bestonden uit Democratische en Republikeinse voorverkiezingen op 22 juni 2021, gevolgd door algemene verkiezingen op 2 november 2021. Voor het eerst werd bij de voorverkiezingen gebruik gemaakt van het alternative vote-kiessysteem (ranked choice). Zittend Democratisch burgemeester Bill de Blasio mocht zich in verband met de termijnlimiet niet kandidaat stellen voor een derde termijn.

## Democratische voorverkiezingen

### Deelnemende kandidaten
| Kandidaat        | Ervaring | Aangekondigd               |
| ---------------- | --- | -------------------------- |
| Eric Adams       | Stadsdeelvoorzitter van Brooklyn Voormalig lid van de Senaat van de staat New York | 17 november 2020 (Website) |
| Art Chang        | Voormalig managing director bij JPMorgan Chase Oprichter van NYC Votes |                            |
| Shaun Donovan    | Voormalig directeur van het Bureau voor Management en Budget Voormalig minister van Volkshuisvesting en Stedelijke Ontwikkeling Voormalig commissaris van het Department of Housing Preservation and Development van New York                                      | 3 februari 2020 (Website)  |
| Aaron Foldenauer | Advocaat Kandidaat-gemeenteraadslid in 2017 |                            |
| Kathryn Garcia   | Voormalig commissaris van het Department of Sanitation van New York Voormalig operationeel directeur van het Department of Environmental Protection van New York Voormalig interim-voorzitter en bestuursvoorzitter van de Housing Authority van New York          | 10 december 2020 (Website) |
| Raymond McGuire  | Voormalig bestuurder bij Citigroup | 15 oktober 2020 (Website)  |
| Dianne Morales   | Voormalig bestuursvoorzitter van non-profitorganisaties in de sociale dienstverlening | 19 november 2020 (Website) |
| Paperboy Prince  | Rapper Kandidaat-afgevaardigde in 2020 |                            |
| Scott Stringer   | Comptroller van New York Voormalig lid van het Huis van Afgevaardigden van de staat New York Voormalig stadsdeelvoorzitter van Manhattan | 8 september 2020 (Website) |
| Joycelyn Taylor  | Bestuursvoorzitter van TaylorMade Contracting |                            |
| Maya Wiley       | Hoogleraar aan The New School Voormalig voorzitter van de Civilian Complaint Review Board van New York Voormalig adviseur van burgemeester Bill de Blasio Voormalig advocaat bij de American Civil Liberties Union en het NAACP Legal Defense and Educational Fund | 8 oktober 2020 (Website)   |
| Isaac Wright jr. | Jurist |                            |
| Andrew Yang      | Ondernemer Kandidaat bij de Democratische presidentiële voorverkiezingen van 2020 Voormalig Presidentieel Ambassadeur voor Wereldwijd Ondernemerschap | 13 januari 2021 (Website)  |

### Teruggetrokken kandidaten (selectie)
- Eddie Cullen, technologie-ondernemer en hoogleraar aan de Purdue-universiteit
- Rubén Díaz jr., stadsdeelvoorzitter van The Bronx (campagne gestart in 2018 en opgeschort in januari 2020)
- Quanda Francis, directeur van Sykes Capital Management (deed als onafhankelijke alsnog mee aan de verkiezingen)
- Garry Guerrier, paramedicus en verpleegkundige
- Max Kaplan, hoofd sociale media bij Talent Resources
- Barbara Kavovit, bestuursvoorzitter van Evergreen Construction en voormalig deelnemer aan de televisieserie The Real Housewives of New York City
- Carlos Menchaca, gemeenteraadslid in New York namens het 38e district (campagne gestart op 22 oktober 2020 en opgeschort op 24 maart 2021)
- Stacey Prussman, komiek (deed alsnog mee aan de verkiezingen namens de Libertarische Partij)
- Stephen Bishop Seely, acteur
- Loree Sutton, voormalig commissaris van het Department of Veterans' Services van New York en voormalig brigadier general bij de United States Army (campagne gestart op 5 november 2020 en opgeschort op 10 maart 2021)
- Ahsan Syed, kandidaat-burgemeester in 2017

### Uitslagen
Door middel van het alternative vote-kiessysteem waren acht rondes nodig om de Democratische kandidaat aan te wijzen.
|  | Kandidaat        | Ronde 1 | Ronde 2 | Ronde 3 | Ronde 4 | Ronde 5 | Ronde 6 | Ronde 7 | Ronde 8 |
|  | ---------------- | ------- | ------- | ------- | ------- | ------- | ------- | ------- | ------- |
|  | Eric Adams       | 30,7%   | 30,8%   | 30,8%   | 31,2%   | 31,7%   | 34,6%   | 40,5%   | 50,4%   |
|  | Kathryn Garcia   | 19,6%   | 19,6%   | 19,6%   | 19,9%   | 20,5%   | 24,4%   | 30,5%   | 49,6%   |
|  | Maya Wiley       | 21,4%   | 21,4%   | 21,4%   | 22,0%   | 22,4%   | 26,1%   | 29,1%   |         |
|  | Andrew Yang      | 12,2%   | 12,2%   | 12,3%   | 12,6%   | 13,0%   | 14,8%   |         |         |
|  | Scott Stringer   | 5,5%    | 5,5%    | 5,5%    | 5,7%    | 6,1%    |         |         |         |
|  | Dianne Morales   | 2,8%    | 2,8%    | 2,8%    | 3,2%    | 3,3%    |         |         |         |
|  | Raymond McGuire  | 2,7%    | 2,7%    | 2,7%    | 2,8%    | 3,0%    |         |         |         |
|  | Shaun Donovan    | 2,5%    | 2,5%    | 2,5%    | 2,6%    |         |         |         |         |
|  | Aaron Foldenauer | 0,8%    | 0,8%    | 0,8%    |         |         |         |         |         |
|  | Art Chang        | 0,7%    | 0,8%    | 0,8%    |         |         |         |         |         |
|  | Paperboy Prince  | 0,4%    | 0,4%    | 0,4%    |         |         |         |         |         |
|  | Joycelyn Taylor  | 0,3%    | 0,3%    | 0,3%    |         |         |         |         |         |
|  | Isaac Wright Jr. | 0,2%    | 0,2%    |         |         |         |         |         |         |
|  | Write-in         | 0,2%    |         |         |         |         |         |         |         |

## Republikeinse voorverkiezingen

### Deelnemende kandidaten
| Kandidaat      | Ervaring                                                        | Aangekondigd    |
| -------------- | --------------------------------------------------------------- | --------------- |
| Fernando Mateo | Oprichter van de Federatie van Taxichauffeurs in New York State | 4 februari 2021 |
| Curtis Sliwa   | Oprichter van de Guardian Angels Radiopresentator               | 8 maart 2020    |

### Teruggetrokken kandidaten (selectie)
- Cleopatra Fitzgerald
- Abbey Laurel-Smith
- Bill Pepitone, voormalig politiefunctionaris (deed als conservatief alsnog mee aan de verkiezingen)
- Sara Tirschwell, financieel directeur van Foundation House

### Uitslag
Meteen in de eerste ronde werd door een kandidaat een meerderheid behaald.
| Kandidaat | Kandidaat      | Stemmen | Percentage |
| --------- | -------------- | ------- | ---------- |
|           | Curtis Sliwa   | 40.794  | 67,9%      |
|           | Fernando Mateo | 16.719  | 27,8%      |
|           | Write-in       | 2.536   | 4,2%       |

## Algemene verkiezingen
De algemene burgemeestersverkiezingen vonden plaats op 2 november 2021. De kandidaat van de Democratische Partij, Eric Adams, won met een tweederdemeerderheid van de stemmen. Hij werd op 1 januari 2022 beëdigd als de 110 burgemeester van New York en werd daarmee na David Dinkins (1990–1993) de tweede zwarte burgemeester in de geschiedenis van de stad.

### Uitslag
| Partij | Partij                   | Kandidaat       | Stemmen   | Percentage |
| ------ | ------------------------ | --------------- | --------- | ---------- |
|        | Democratisch             | Eric Adams      | 753.801   | 66,99%     |
|        | Republikeins             | Curtis Sliwa    | 312.385   | 27,76%     |
|        | Socialism and Liberation | Cathy Rojas     | 27.982    | 2,49%      |
|        | Conservatief             | Bill Pepitone   | 12.575    | 1,12%      |
|        | Empowerment              | Quanda Francis  | 3.792     | 0,34%      |
|        | Libertarisch             | Stacey Prussman | 3.189     | 0,28%      |
|        | Humanity United          | Raja Flores     | 2.387     | 0,21%      |
|        | Save Our City            | Fernando Mateo  | 1.870     | 0,17%      |
|        | Out Lawbreaker           | Skiboky Stora   | 264       | 0,02%      |
|        | Write-in                 | Write-in        | 7.013     | 0,62%      |
| Totaal | Totaal                   | Totaal          | 1.125.258 | 100%       |

1886 · 1897 · 1901 · 1903 · 1905 · 1909 · 1913 · 1917 · 1921 · 1925 · 1929 · 1932 · 1933 · 1937 · 1941 · 1945 · 1949 · 1953 · 1957 · 1961 · 1965 · 1969 · 1973 · 1977 · 1981 · 1985 · 1989 · 1993 · 1997 · 2001 · 2005 · 2009 · 2013 · 2017 · 2021